# تضليل

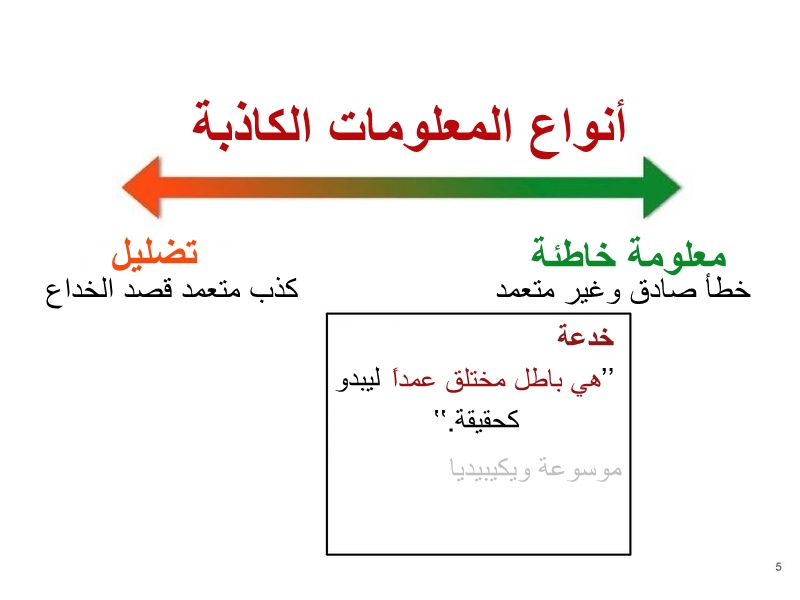
رسم بياني يوضح الاختلافات بين المعلومات الخاطئة والتضليل والخدعة

التضليل هو عبارة عن معلومات خاطئة أو معلومات كاذبة تنتشر عن قصد أو عمد للخداع. هدفها تشتت العقل عن الحقائق

## نبذة
انشأ جوزيف ستالين هذا المصطلح وأطلق عليه اسم فرنسي ليؤكد أن له أصل غربي وبدأ الاستخدام الروسي بهذا المصطلح في عام 1923.
تم تعريف المعلومات الخاطئة في الموسوعة السوفييتية الكبرى (1952) على أنها «معلومات خاطئة بقصد خداع الرأي العام». وكانت عملية انفيكشن عبارة عن حملة تضليل سوفياتية للتأثير على الرأي العام بأن الولايات المتحدة اخترعت الإيدز.
لم تهاجم الولايات المتحدة بنشاط المعلومات المضللة حتى عام 1980 عندما أفادت وثيقة مزيفة بأن الولايات المتحدة تدعم الفصل العنصري.
لم تظهر كلمة التضليل في قواميس اللغة الإنجليزية حتى أواخر الثمانينات حيث زاد استخدام اللغة الإنجليزية في عام 1986 بعد الكشف عن تورط إدارة ريغان في معلومات مضللة ضد الزعيم الليبي معمر القذافي.
بحلول عام 1990 كان المصطلح منتشر في السياسة الأمريكية وبحلول عام 2001 أصبح بشكل عام يعرف بالكذب والدعاية والإشاعات.

## أصل الكلمة واوائل استخدامها
كلمة disinformation (التضليل) الإنجليزية، والتي لم تظهر في القواميس حتى أواخر الثمانينيات، هي ترجمة لكلمة дезинформация الروسية، التي تنطق ديزينفورماتسيا. بينما تشير كلمة misinformation إلى عدم دقة المعلومة الناجم خطأ ودون قصد مبيت. بينما تشير كلمة disinformation إلى الكذبة المتعمدة التي تصدر بهدف التضليل. يمكن استخدام عدم الدقة في تعريف المعلومات المضللة – فهي معلومات غير دقيقة يتم استغلالها عن قصد وعمد بهدف التضليل. تعتبر المنظمات الواجهة شكلًا من أشكال التضليل، حيث أنها منظمات تضلل محاولات معرفة المتحكمين الفعليين بها. يمكن أن تؤدي تكتيكات المعلومات المضللة إلى حدوث ردود فعل سلبية أو مشكلات سلبية غير مقصودة بسبب الاستراتيجية، كاستخدام دعاوى التشهير القضائية أو الإضرار بالسمعة مثلا. تصدر المعلومات المضللة بشكل أساسي من قبل وكالات الاستخبارات الحكومية.
بدأ استخدام المصطلح المتعلق بسلاح تكتيكي روسي في عام 1923، عندما دعا نائب رئيس الكي جي بي - المديرية السياسية للدولة (GPU)، جوزيف أونشليشت، إلى تأسيس «مكتب معلومات مضللة خاص لإجراء عمليات استخباراتية نشطة».  كانت (GPU) ول منظمة في الاتحاد السوفيتي تستخدم مصطلح «التضليل» في تكتيكات استخباراتهم. كتب ويليام سافير في كتابه المنشور في عام 1993 بعنوان Quoth the Maven أن المعلومات المضللة كانت تستخدم من قبل سلف الكي جي بي للإشارة إلى: «التلاعب بنظام استخبارات الأمة من خلال نشر بيانات معقولة، ولكن مضللة». بدءا من هنا، أصبح التضليل تكتيكًا يستخدم في الحرب السياسية السوفيتية يسمى الإجراءات الفعالة. كانت الإجراءات الفعالة جزءًا مهمًا من إستراتيجية الاستخبارات السوفيتية التي تتضمن التزوير كعملية سرية والتخريب والتلاعب بوسائل الإعلام. تنص موسوعة الدعاية والإقناع الجماهيري لعام 2003 على أن المعلومات المضللة جاءت من dezinformatsia ، وهو مصطلح تستخدمه وحدة الدعاية السوداء الروسية المعروفة باسم Service A والتي تشير إلى الاجراءات الفعالة. تم استخدام المصطلح في عام 1939، في الحديث فيما يتعلق بـ «خدمة التضليل الألمانية». تعرف طبعة 1991 من قاموس ميريام ويبستر الجديد لتاريخ المعلومات المضللة بأنها ترجمة محتملة لـ dezinformatsiya الروسية. يشير هذا القاموس أنه كان من الممكن تطوير النسخة الإنجليزية من الكلمة وإصدار اللغة الروسية بشكل مستقل بالتوازي مع بعضهما البعض - بسبب الإحباط المستمر المتعلق بانتشار الدعاية قبل الحرب العالمية الثانية.
قال أيون ميهاي بيسبا، وهو مسؤول كبير سابق في الشرطة السرية الرومانية، إن هذه الكلمة صاغها جوزيف ستالين واستخدمت خلال الحرب العالمية الثانية. ثم استخدمت الحكومة الستالينية تكتيكات التضليل في كل من الحرب العالمية الثانية والحرب الباردة. استخدمت الاستخبارات السوفيتية مصطلح maskirovka الخداع العسكري الروسي للإشارة إلى مجموعة من التكتيكات بما في ذلك التضليل والمحاكاة والتمويه والإخفاء. ألف بيسبا ورونالد ريشلاك كتابا بعنوان «معلومات مضللة»، كتب فيه باسبا أن ستالين أعطى التكتيك لقبًا يبدو عليه صوته باللغة الفرنسية من أجل طرح الحيلة القائلة بأنه كان في الواقع أسلوبًا يستخدمه العالم الغربي. روى بيسبا قراءة أدلة التعليمات السوفيتية أثناء عمله كضابط مخابرات، والتي وصفت المعلومات المضللة بأنها إستراتيجية تستخدمها الحكومة الروسية التي كانت لها أصول مبكرة في التاريخ الروسي. استذكر بيسبا أن الأدلة السوفيتية تقول إن أصول التضليل تنبع من مدن زائفة أنشأها غريغوري بوتيومكين في منطقة القرم لإبهار كاترين العظمى خلال رحلتها إلى المنطقة عام 1783، والتي يشار إليها لاحقًا باسم قرى بوتيمكين.
في كتابهما "Propaganda and Persuasion"، وصف المؤلفان غارث جويت وفكتوريا أودونيل المعلومات المضللة بأنها متشابهة من dezinformatsia ، وتم تطويرها من نفس الاسم الممنوح لقسم الدعاية السوداء في الكي جي بي. قيل إن قسم الدعاية السوداء قد تشكل في عام 1955 ويشار إليه باسم وكالة Dezinformatsiya. أوضح ويليام كولبي مدير وكالة المخابرات المركزية السابق كيف تعمل وكالة Dezinformatsiya، قائلاً إنها ستضع مقالًا خاطئًا في صحيفة ذات ميول يسارية؛ ستصل القصة لمسامع مجلة شيوعية، إلى أن تنشرها صحيفة سوفيتية في نهاية المطاف، والتي ستقول إن مصادرها هي أفراد لم يتم الكشف عنهم. من خلال هذه العملية انتشرت المقالة الخاطئة عالميا باعتبارها منقولة من تقارير حقيقية.
وفقًا لقواميس أوكسفورد، فإن المعلومات المضللة عن الكلمة الإنجليزية، كما تُرجم من اللغة الروسية، بدأت ترى استخدامها في الخمسينيات. بدأ مصطلح التضليل في رؤية الاستخدام الواسع كشكل من أشكال الالاعيب السوفياتية، التي تم تعريفها في الموسوعة السوفيتية العظمى الرسمية لعام 1952 باسم «نشر (في الصحافة والإذاعة وغيرها) لمعلومات كاذبة بهدف خداع الرأي العام.» خلال الفترة الأكثر نشاطًا في الحرب الباردة، من 1945 إلى 1989، تم استخدام هذا التكتيك من قبل وكالات استخبارات متعددة، بما في ذلك المخابرات السوفيتية، والمخابرات البريطانية السرية، ووكالة الاستخبارات المركزية الأمريكية. شهدت كلمة التضليل استخدامًا متزايدًا في الستينيات وتمويل أوسع نطاقًا بحلول الثمانينات. وصف ضابط المخابرات في الاتحاد السوفيتية السابقة لاديسلاف بيتمان، أول ممارسة لنشر معلومات مضللة علناً من الغرب، التعريف الرسمي بأنه مختلف عن الممارسة: «التفسير مشوه قليلاً لأن الرأي العام هو واحد فقط من الأهداف المحتملة. يصمم الكثير من حيل التضليل فقط للتلاعب بنخبة صناع القرار، وعدم تلقي أي دعاية.» كان بيتمان نائب رئيس إدارة قسم المعلومات المضللة في جهاز المخابرات التشيكوسلوفاكي، وأدلى بشهادته أمام كونغرس الولايات المتحدة بشأن معرفته باستخدام التضليل في عام 1980.
قد تتضمن المعلومات المضللة توزيع المستندات والمخطوطات والصور المزيفة أو نشر شائعات خطيرة واخبارات ملفق. تم تصميم عملية نبتون الضخمة في عام 1964 من قبل جهاز المخابرات التشيكوسلوفاكي، StB، لتشويه سمعة السياسيين في أوروبا الغربية بوصفهم متعاونين مع النازيين السابقين.

## انشقاقات تكشف العمليات السرية
استكمالا لحملات العمليات السرية للتضليل السوفيتية، ظهرت انشقاقات ضباط KGB وضباط خدمات الكتلة السوفيتية المتحالفة من أواخر الستينيات وحتى الثمانينيات. كشفت الاضطرابات خلال سقوط الاتحاد السوفيتي عن معلومات المحفوظات وغيرها من الوثائق لتأكيد ما كشفه المنشقون. انشق كل من ستانيسلاف ليفتشينكو وإيليا دزيركوفيلوف عن الاتحاد السوفياتي وبحلول عام 1990 كتب كل منهما كتبًا تروي أعمالهما في جهاز المخابرات السوفيتي حول عمليات التضليل.
في عام 1961، تم نشر كتيب في المملكة المتحدة بعنوان: دراسة لجاسوس خطير (ألين دوليس)، والذي كانت ينتقد بشدة مدير الاستخبارات المركزية آن ألين دالاس. تم منح المؤلفين المزعومين كعضو مستقل في حزب العمال في البرلمان بوب إدواردز ومراسل كينيث دن - عندما كان الكاتب في الواقع ضابط معلومات مضللاً كبيرًا KGB العقيد فاسيلي سيتنيكوف.
مثال آخر على التضليل السوفياتي الناجح كان في عام 1968 نشر مجلة Who's Who في وكالة المخابرات المركزية الأمريكية والتي تم نقلها باعتبارها موثوقة في الغرب حتى أوائل التسعينيات.
طبقًا لضابط كبير في SVR، سيرجي تريتياكوف، كان الكي جي بي مسؤولاً عن إنشاء قصة الشتاء النووية بأكملها لوقف نشر صواريخ بيرشينج الثاني. يقول تريتياكوف إنه منذ عام 1979 أراد الكي جي بي منع الولايات المتحدة من نشر الصواريخ في أوروبا الغربية وأنهم، وبتوجيه من يوري أندروبوف، قاموا بتوزيع معلومات مضللة، بناءً على «تقرير يوم القيامة» مزيف من قبل أكاديمية العلوم السوفيتية حول تأثير الحرب النووية على المناخ وجماعات السلام، والحركة البيئية ومجلةAMBIO: وهي مجلة دورية عن البيئة البشرية.

## التضليل الروسي في الحقبة ما بعد الاتحاد السوفيتي
تطور التضليل ليشكل جزءًا رئيسيًا من المذهب العسكري الروسي في حقبة ما بعد الاتحاد السوفيتي.
أدرك كل من الاتحاد الأوروبي وحلف الناتو خطورة التضليل الروسي في أوائل القرن الحادي والعشرين ما دفعهم إلى تشكيل وحدات خاصة لتحليل وفضح زيف الأخبار المفبركة. أسس حلف الناتو منشأة متواضعة في لاتفيا للرد على المعلومات المضللة، وشكّل الاتحاد الأوروبي، بعد اتفاقية رؤساء الدول والحكومات في مارس 2015، قسمًا مختصًا بنشر تقارير أسبوعية في موقعه الإلكتروني «الاتحاد الأوروبي ضد التضليل» وسُمي هذا القسم باسم إيست ستاركوم تاسك فورس ضمن الدائرة الأوروبية للشؤون الخارجية. فضح الموقع الإلكتروني وشركاؤه زيف أكثر من 3,500 قضية مضللة مناصرة للكرملين في الفترة بين سبتمبر 2015 ونوفمبر 2017.
تضمنت الطرق المستعملة من قبل روسيا خلال هذه الفترة  استخدام أدواتها الخاضعة لسيطرة الكرملين: وكالة سبوتنيك للأنباء ومحطة الإذاعة التلفزيونية المعروفة باسم روسيا توداي (آر تي). أشار فيلهيلم أونج خلال تفسيره لتقرير 2016 السنوي الصادر عن جهاز الأمن السويدي حول التضليل إلى ما يلي:«نحن نعني كل شيء من متصيدي الإنترنت إلى البروباغندا والمعلومات الخاطئة المنشورة من قبل وسائل إعلامية مثل آر تي وسبوتنيك». وُجدت كل من آر تي وسبوتنيك للتركيز على الجمهور الغربي والعمل وفقًا للمعاير الغربية، تميل قناة آر تي إلى التركيز على كون المشاكل خطأ الدول الغربية.
بدأت روسيا، وبعد بروز منصات التواصل الاجتماعي في وقت لاحق من القرن الحادي والعشرين، باستخدام المنصات الشائعة مثل فيسبوك وتويتر في نشر الأخبار الكاذبة. يؤمن فيسبوك أن نحو 126 مليون مستخدم قد رأى محتوىً تابعًا لحملات التضليل الروسية على منصتها. قالت منصة تويتر أنها وجدت 36,000 بوت روسي من ناشري التغريدات المتعلقة بانتخابات 2016 الأمريكية. استعملت روسيا منصات التواصل الاجتماعي في أماكن أخرى، إذ استخدمتها لزعزعة الاستقرار في الدول التي انتمت سابقًا إلى الاتحاد السوفيتي مثل أوكرانيا وفي دول غربية أخرى مثل فرنسا وإسبانيا.

## انتشار اللغة الإنجليزية
أقر مجتمع الاستخبارات الأمريكي استعمال المصطلح تضليل (disinformation) المشتق من المصطلح الروسي dezinformatsiya في خمسينيات القرن العشرين، وبدأت باستخدام استراتيجيات مشابهة خلال الحرب الباردة وفي صراعاتها مع دول أخرى. أفادت صحيفة نيويورك تايمز في 2000 بوضع وكالة المخابرات المركزية (سي آي إيه) قصصًا كاذبة عن رئيس وزراء إيران في وقتها محمد رضا بهلوي في الجريدة المحلية لاستبداله بمحمد مصدق. وثقت وكالة رويترز كيفية وضع مقالات خاطئة من قبل السي آي إيه في صحف الدول ذات الأغلبية الإسلامية مشيرة بشكل خاطئ إلى احتفال سفارات الاتحاد السوفيتي بيوم الغزو، وذلك على إثر غزو الاتحاد السوفيتي لأفغانستان في 1979 خلال الحرب السوفيتية في أفغانستان. أشارت رويترز إلى إفادة أحد ضباط الاستخبارات الأمريكية السابقين بمحاولتهم كسب ثقة المراسلين واستخدامهم كعملاء سريين من أجل التأثير على سياسات الأمة عن طريق وسائل الإعلام المحلية.
ازداد تداول المصطلح في أكتوبر 1986 في الولايات المتحدة الأمريكية بعد أن تبين اشتراك إدارة الرئيس الأمريكي ريغان في حملة تضليل إعلامي قبل شهرين من هذا التاريخ ضد رئيس ليبيا في وقتها، معمر القذافي. قال ممثل البيت الأبيض في حينها، لاري سبيكس، بأن التقارير المنشورة لأول مرة في صحيفة وول ستريت جورنال في 25 أغسطس 1986 حول وجود نية للهجوم على ليبيا هي تقارير «موثوقة»، ونشرت مجموعة من الصحف في ذلك الوقت مثل واشنطن بوست مقالات تؤيد صحة هذا الأمر. استقال ممثل وزارة الخارجية الأمريكية في وقتها، برنارند كالب، من منصبه احتجاجًا على حملة التضليل الإعلامية هذه، وقال:«الإيمان بكلمة أمريكا هو الأساس الذي ترتكز عليه ديمقراطيتنا».
استمر الجهاز التنفيذي لإدارة الرئيس ريغان بمراقبة حملات التضليل الإعلامية من خلال ثلاثة منشورات سنوية صادرة عن وزارة الخارجية الأمريكية وهي: تدابير فعالة: تقرير عن مضمون وأسلوب حملات التضليل والبروباغندا المناهضة لأمريكا (1986)، تقرير عن التدابير الفعالة والبروباغندا، 1986-1987 (1987)، وتقرير عن التدابير الفعالة والبروباغندا، 1987-1988 (1989).
ظهر مصطلح  تضليل  لأول مرة في القواميس الإنجليزية في 1985، وتحديدًا في قاموس ويبستر الجامعي الجديد وفي قاموس التراث الأمريكي في 1985. لم يُعرّف المصطلح تضليل في قاموس ويبستر الدولي الجديد أو في موسوعة بريتانيكا الجديدة. انتشر استعمال المصطلح السوفيتي في ثمانينيات القرن العشرين، ما دفع المتحدثين بالإنجليزية لتوسيع استعمال المصطلح ليشمل «أي تواصل حكومي (معلن أو مخفي) محتوٍ على مواد خاطئة أو مضللة عن قصد، والمقترنة بمعلومات مختارة صحيحة عادة، والتي تسعى إلى تضليل أو التلاعب بالنخبة أو بالجمهور الكبير».
أثبت مصطلح تضليل وجوده في اللغة الإنجليزية ضمن المعاجم السياسية بحلول 1990. استُعمل مصطلح تضليل كعبارة أكثر تحضرًا لوصف شخص يتفوه بالأكاذيب. وضح ستانلي بي. كانينغهام في كتابه المنشور في 2002، فكرة البروباغندا، استعمال كلمة تضليل بكثرة كمرادف لكلمة بروباغندا.